# Швеция на «Евровидении-1989»
Швеция участвовала в тридцать четвёртом выпуске телевизионного конкурса Евровидение-1989, который состоялся 6 мая в Лозанне, Швейцария. Страну представлял певец Томми Нильссон с песней En dag ("День"), написанной Александером Бардом в соавторстве с Тимом Нореллом и Олой Хоканссоном. По итогам голосования он финишировал на четвёртом месте из 22, набрав 110 баллов. Тем не менее, En dag стала предшественницей шведской заявки на Евровидение-1990 Som en vind в исполнении группы Edin-Ådahl. Конкурс был показан SVT на канале SVT1 с комментариями Якоба Далина. Глашатаем от Швеции была Агнета Болме-Бёрьефорс.

## До «Евровидения»

### Melodifestivalen 1989
Начиная с 1959 года шведская телекомпания SVT организовывает отбор заявок на Евровидение через национальный финальный отбор под названием Melodifestivalen. Двадцать восьмой выпуск Melodifestivalen 1989 состоялся 11 марта на стадионе Глобен в Стокгольме, где позднее будут проводиться выпуски Евровидения в 2000 и 2016 годах. Ведущей была Мисс Вселенная 1984 Ивонн Ридинг. К моменту завершения процесса подачи заявок SVT получил 1223 песни, десять из которых были отобраны для участия в Melodifestivalen 1989. Победитель определялся голосами жюри из 11 городов Швеции, присуждавшими от 1 до 8, 10 и 12 баллов соответственно за каждую песню.
| Порядковый номер | Исполнитель                     | Название песни        | Автор(ы)                                      | Очки | Место |
| ---------------- | ------------------------------- | --------------------- | --------------------------------------------- | ---- | ----- |
| 1                | Lili & Susie                    | Okey okey             | Тим Норелл, Ола Хоканссон                     | 67   | 5     |
| 2                | Катрин Ольссон                  | När stormen går       | Андреас Нильссон, Стефан Оденалль             | 21   | 9     |
| 3                | True Blue                       | Jorden är din         | Томас Ледин, Ларс Андерссон                   | 19   | 10    |
| 4                | Visitors и София Кэллгрен       | Världen är vår        | Горан Даниэльссон, Сванте Перссон             | 50   | 7     |
| 5                | Orup & Glenmark                 | Upp över mina öron    | Томас "Оруп" Эрикссон, Андерс Гленмарк        | 108  | 2     |
| 6                | Томми Нильссон                  | En dag                | Тим Норелл, Ола Хоканссон, Александер Бард    | 113  | 1     |
| 7                | Лиза Нильссон                   | Du (öppnar min värld) | Ингела Форсман, Бобби Юнггрен, Хокан Алмквист | 74   | 4     |
| 8                | Fingerprints                    | Mitt ibland änglar    | Томас "Оруп" Эрикссон, Андерс Гленмарк        | 80   | 3     |
| 9                | Хаакон Педерсен и Элизабет Берг | Nattens drottning     | Ингела Форсман, Лассе Хольм                   | 67   | 5     |
| 10               | Кайса Бергстрём                 | Genom eld             | Ульф Сёдерберг                                | 39   | 8     |

## На «Евровидении»
В Лозанне Томми Нильссон выступал под номером 10, между Португалией и Люксембургом. По итогам голосования он занял четвёртое место из 22, набрав 110 баллов, включая 12 баллов от Австрии, Дании и Югославии, что на 1 балл меньше по сравнению с занявшей третье место Данией. 12 очков шведское жюри присудило Дании. Дирижёром оркестра во время исполнения шведской заявки стал Андерс Берглунд.

### Голосование
| Очки      | Страна                                             |
| --------- | -------------------------------------------------- |
| 12 баллов | - Австрия - Дания - Югославия                      |
| 10 баллов |                                                    |
| 8 баллов  | - Германия - Греция - Кипр - Норвегия - Португалия |
| 7 баллов  |                                                    |
| 6 баллов  | - Бельгия - Израиль - Люксембург                   |
| 5 баллов  | - Испания                                          |
| 4 балла   | - Великобритания                                   |
| 3 балла   | - Швейцария                                        |
| 2 балла   |                                                    |
| 1 балл    | - Исландия - Франция                               |

| Очки      | Страна         |
| --------- | -------------- |
| 12 баллов | Дания          |
| 10 баллов | Великобритания |
| 8 баллов  | Югославия      |
| 7 баллов  | Австрия        |
| 6 баллов  | Германия       |
| 5 баллов  | Израиль        |
| 4 балла   | Финляндия      |
| 3 балла   | Португалия     |
| 2 балла   | Норвегия       |
| 1 балл    | Франция        |